# اثر سازگاری متعدد
اثر سازگاری متعدد (انگلیسی: Numerosity adaptation effect) اثر انطباق عددی یک پدیده ادراکی در شناخت عددی است که شهود عددی غیر نمادین را نمایش می‌دهد و نشان می‌دهد که چگونه ادراکات عددی می‌توانند به طور خودکار خود را بر مغز انسان تحمیل کنند. این اثر اولین بار در سال 2008 میلادی توصیف شد